# Phạm Thị Phúc
Phạm Thị Phúc (sinh ngày 14 tháng 12 năm 1977) là một chính trị gia người Việt Nam. Bà hiện là Phó Bí thư Tỉnh ủy Lâm Đồng, Chủ tịch Ủy ban Mặt trận Tổ quốc Việt Nam tỉnh Lâm Đồng.
Bà từng là Chủ tịch Hội đồng nhân dân tỉnh Lâm Đồng khóa X, nhiệm kỳ 2021 - 2026 , Ủy viên Ban Thường vụ Tỉnh ủy, Trưởng ban Dân vận Tỉnh ủy Lâm Đồng, Chủ tịch Liên đoàn Lao động tỉnh, Bí thư Huyện ủy Lâm Hà, Bí thư Tỉnh Đoàn; Chủ tịch Hội Liên hiệp Thanh niên Việt Nam tỉnh.

## Xuất thân
Bà sinh ngày 14 tháng 12 năm 1977 quê quán ở xã Bình Dương, huyện Bình Sơn, tỉnh Quảng Ngãi.

## Giáo dục
- Giáo dục phổ thông: 12/12
- Cử nhân Luật
- Thạc sĩ Luật
- Cao cấp lí luận chính trị

## Sự nghiệp
Bà gia nhập Đảng Cộng sản Việt Nam vào ngày 31/12/2001.
Từ 1997 đến 2009, bà công tác tại Ban Tổ chức Tỉnh Đoàn Lâm Đồng; Phó Bí thư thường trực Tỉnh Đoàn, Bí thư Tỉnh Đoàn, Chủ tịch Hội Liên hiệp Thanh niên Việt Nam tỉnh Lâm Đồng.
Ngày 28 tháng 9 năm 2010, tại Đại hội đại biểu Đảng bộ tỉnh lần thứ IX (nhiệm kỳ 2010-2015), bà được bầu vào Ban Chấp hành Đảng bộ tỉnh khóa IX
Năm 2011, bà được bầu vào Ban Thường vụ Trung ương Đoàn Thanh niên Cộng Sản Hồ Chí Minh, Bí thư Tỉnh Đoàn, Chủ tịch Hội Liên hiệp Thanh niên Việt Nam tỉnh
Ngày 1 tháng 8 năm 2015, Tỉnh ủy Lâm Đồng điều động, chỉ định bà  tham gia Ban Chấp hành, Ban Thường vụ, bổ nhiệm giữ chức vụ Bí thư Huyện ủy Lâm Hà.
Ngày 15 tháng 10 năm 2015, tại Đại hội đại biểu Đảng bộ tỉnh lần thứ X (nhiệm kỳ 2015-2020), bà tái cử vào Ban Chấp hành Đảng bộ tỉnh khóa X.
Ngày 16 tháng 8 năm 2018, Ban Thường vụ Tỉnh ủy quyết định luân chuyển, giao nhiệm vụ cho bà giữ chức vụ Chủ tịch Liên đoàn Lao động tỉnh khóa IX nhiệm kỳ 2018-2023.
Ngày 1 tháng 9 năm 2020, Ban Thường vụ Tỉnh ủy điều động bà đến Ban Dân vận Tỉnh ủy và bổ nhiệm giữ chức vụ Phó Trưởng ban Dân vận Tỉnh ủy.
Ngày 16 tháng 10 năm 2020, tại Đại hội đại biểu Đảng bộ tỉnh lần thứ XI (nhiệm kỳ 2020-2025), bà tái cử vào Ban Chấp hành Đảng bộ tỉnh và được bầu vào Ban Thường vụ Tỉnh ủy khóa XI.
Ngày 11 tháng 11 năm 2020, Ban Thường vụ Tỉnh ủy công bố quyết định điều động, bổ nhiệm bà Phạm Thị Phúc - Ủy viên Ban Thường vụ Tỉnh ủy, Phó Trưởng ban Dân vận Tỉnh ủy giữ chức vụ Trưởng ban Dân vận Tỉnh ủy. 
Ngày 28 tháng 5 năm 2021, bà trúng cử đại biểu HĐND tỉnh Lâm Đồng khóa X, nhiệm kỳ 2021-2026.
Ngày 23 tháng 8 năm 2024, Tỉnh ủy Lâm Đồng đã tổ chức Hội nghị giới thiệu nhân sự để bầu chức danh Phó Bí thư Tỉnh ủy. Ban Chấp hành Đảng bộ tỉnh thống nhất bầu Phó Bí thư Tỉnh ủy nhiệm kỳ 2020 - 2025 đối với bà Phạm Thị Phúc - Ủy viên Ban Thường vụ Tỉnh ủy, Trưởng Ban Dân vận Tỉnh ủy.
Ngày 23 tháng 8 năm 2024, tại kỳ họp thứ 17 HĐND tỉnh Lâm Đồng khóa X, bà được bầu làm Chủ tịch Hội đồng nhân dân tỉnh Lâm Đồng khóa X, nhiệm kỳ 2021-2026.
Ngày 27 tháng 6 năm 2025, Ban Thường trực Ủy ban Trung ương Mặt trận Tổ quốc Việt Nam đã ban hành quyết định công nhận các chức danh trong Ban Thường trực Ủy ban Mặt trận Tổ quốc Việt Nam tỉnh Lâm Đồng mới sau sáp nhập. Bà giữ chức vụ Chủ tịch Ủy ban Mặt trận Tổ quốc Việt Nam tỉnh Lâm Đồng mới.